# Бара Басікова

Барбара «Ба́ра» Ба́сі́кова́ (чеськ. Barbara «Bára» Basiková); нар. 17 лютого 1963, Прага) — чехословацька, згодом і чеська співачка, рокерка.

## Життєпис
Матір — Даніела Басікова (1944—2018) її народила у дев'ятнадцятирічному віці.

## Музична кар'єра

### Ранні роки
Вперше масовий глядач мав можливість побачити та оцінити її таланти на телеекранах в далекому 1975 році, коли Барбарі було 12 років. Це була пряма телевізійна трансляція виступу Барбари на телевізійному конкурсі «Співаємо всією родиною» з полькою піснею Малґошка (пол. Małgośka) в чеській версії Маркетка співачки Марії Ротрової.
У 1980 вона почала співати з гуртом Мартіна Нємця Прецеденс (чеськ. Precedens), з яким випустила свій перший альбом Льодовиковий період (чеськ. Doba ledová).
Барбара стала відомою у легендарному об'єднанні Стромболі (чеськ. Stromboli) з Міхалом Павлічеком.
Від першої половини 90 рр. XX століття вона регулярно виступає у мюзиклах.

## Родина
Першим законним чоловіком Барбари був колишній музикант і тесляр Петр Їха, який через неї став називатися Петр Басіка. Барбара стала матір'ю вперше, коли їй було майже тридцять років. Шлюб тривав 7 років. 
Другий муж Барбари був харизматичний архітектор Яромір Пізінґер. Її дочки близнючки Анна та Марія стверджують, що не пам'ятають навіть другого законного чоловіка паніматки, бо тоді їм було п'ять рочків.
З третім чоловіком Петрем Полаком (*1978) зачала сина Теодора та навесні 2009 року втретє стала матір'ю.
Вона вважає своїх дітей Анну (*1992), Марію (*1992) та Тедора (*2009) своїми найбільшими успіхами у житті.

## Дискографія

### LP[12]
PRECEDENS — Льодовикова ера (1987), лейбл PANTON;
STROMBOLI — 2LP (1987), лейбл PANTON;
PRECEDENS — Вежа з піску (1988), лейбл PANTON;
STROMBOLI — Shutdown (1989), лейбл PANTON;
PRECEDENS — Помпеї (1990), лейбл PANTON;
PRAPRECEDENS — …co nám zbejvá (1991), лейбл Punc; записи зроблено приблизно в 1983 році;
Бара Басікова — Бара Басікова (BASIC BEAT) (1990/1991), лейбл PANTON/MONITOR;
Бара Басікова BASIC BEAT — Вікторіе Краловска (1992/1993), лейбл MONITOR;
Бара Басікова BASIC BEAT — Live (1994);
YOMI, YOMI — Празька Їдиш музика (1992), лейбл CONSUS.

### CDіперевидання
STROMBOLI — Shutdown (1990), лейбл PANTON;
PRECEDENS — Помпеї (1990), лейбл PANTON;
PRAPRECEDENS — …co nám zbejvá (1991), лейбл Punc;
Бара Басікова — Бара Басікова (BASIC BEAT) (1990/1991), лейбл PANTON/MONITOR;
Бара Басікова BASIC BEAT — Вікторіе Краловска (1992/1993), лейбл MONITOR;
Бара Басікова BASIC BEAT — Live (1994);
Бара Басікова BASIC BEAT — 60TÁ (1994); лейбл Monitor — EMI
STROMBOLI — 2 кружальця (перевидання) (1995); лейбл PANTON;
Бара Басікова — Потрібно брехати (1996); лейбл Monitor — EMI;
Бара Басікова — Ґреґоріана (1998); лейбл Monitor — EMI;
Бара Басікова — Нова Ґреґоріана (1999); лейбл Monitor — EMI;
Бара Басікова — Tak jinak (2001); лейбл Monitor — EMI;
STROMBOLI — Stromboli Shutdown & Stromboli In Quartet (2001); лейбл Sony Music / Bonton (2 кружальця);
Бара Басікова PRAPRECEDENS — АВРОРА (2005); лейбл Monitor;
PRECEDENS — 3x альбом 1987—1990 років (2007); лейбл SUPRAPHON;

### Краще
PRECEDENS — Дівчача війна (1990); лейбл PANTON;
PRECEDENS — The best of (1996);
STROMBOLI — The best of Stromboli;
Бара Басікова — Best of Bára Basiková (2002); лейбл Monitor — EMI;
Бара Басікова — Platinum Collection (2010); лейбл EMI/Virgin (3 кружальця);

## Комплектна творчість Барбари Басікової

### Соло альбоми[13]
1991 Бара Басікова;
1992 Бара Басікова та Basic Beat;
1993 Бара Басікова та Basic Beat — Вікторіе Краловска;
1994 Бара Басікова та Basic Beat — Live;
1994 Бара Басікова та Basic Beat — Шістдесяті;
1996 Потрібно брехати;
1998 Ґреґоріана;
1999 Нова Ґреґоріана;
2001 Tak jinak;
2002 Best of ББ;
2005 3x ББ;
2010 Platinum Collection;
2013 Belleville;
2018 Сльози.

### Спільні альбоми[14]
1986 Білий кит;
1986 Ви слухаєте Вєтрнік;
1987 Czech You Till;
1992 Heroe Hit Mix;
1992 Yomi Yomi;
1992 Don Gio;
1992 Responsio Mortifera;
1992 Angel Voices;
1993 Dream of Sphinx;
1994 Том Палечек і Мерлін;
1995 Tajnej svatej;
1995 Mountain of Ages;
1996 Na Kloboučku;
1997 Balage;
1998 Різдвяні зірки;
1999 Співзвуччя — Карел Свобода;
1999 Сузір'я Ґотт;
1999 Велика юбілея 2000;
1999 Мартін Бабіак «Poetica»;
2000 Habaděj;
2000 Королеви попу в Опері;
2000 Даніел Гулка: Баляндраси;
2001 Роковання;
2001 Ярослав Свєцени: Зірки над Бетлемом;
2001 Tribute to Freddie Mercury;
2006 Міхал Павлічек;
2006 Центральна музика Армії ЧР;
2006 Гапка + Горачек;
2008 Ясна звістка Павел Врба;
2008 Votchi;
2008 Olympic: Рокове Різдво;
2008 Центральна музика Армії ЧР Щасливе Різдво;
2009 Гелена Вондрачкова;
2009 Приправленим;
2010 Міхал Павлічек: «Srdeční záležitostI»;
2011 Лібор Нековарж: «All Inclusive»;
2011 Чеський календар;
2012 Божевільня;
2012 Даніел Фікейз;
2013 Гелена Вондрачкова;
2014 Міхаел Коцаб: «Povídali, že mu hráli»;
2014 Кая Маржік Дітям
2014 Петр Мук: Разом;
2014 Серці ближче;
2015 Ріхард Мюллер: Соцмережі
2015 Карел Ґотт: Дуети;
2015 Вацлав Ноід Барта: Єдиний крок;
2016 Владімір Кучера — Raven Waltz;
2016 Міхал Павлічек: «Kulatiny»;
2017 Протестсонґи 1967—2017;
2018 Сині цимбали: Blue Hot Chili Cimbal;
2019 Надя Валова: Чорна

### Мюзиклові альбоми[15]
1994 Ісус Христос — суперзірка;
1995 Ісус Христос — суперзірка;
1997 Другий ro(c)k з Ісусом;
1998 Русалка мюзикл;
2002 Клеопатра;
2004 Лукреція Борджіа;
2006 Образ Доріана Ґрея;
2008 Дама з камеліями;
2009 Жанна д'Арк;
2012 Kapka medu pro Verunku;
2013 Жанна д'Арк ораторія.

### Альбоми зі своїми капелями[16]
1987 Stromboli (подвійний альбом);
1987 Precedens: Льодовикова ера;
1989 Precedens: Вежа з піску;
1990 Stromboli: Shutdown;
1990 Precedens: Помпеї;
1990 Precedens: Дівчача війна (потрійний альбом);
1991 Praprecedens: Co nám zbejvá;
1996 The Best Of Precedens;
1997 The Best Of Stromboli;
2001 Stromboli in Quartet;
2005 Precedens: Аврора;
2007 Precedens: 3x (потрійний альбом);
2013 Precedens 30 років;
2014 Stromboli Fiat Lux;
2015 Stromboli На живо O2 Арена 2014.

### Театральні та фільмовіпроєкти[17]

#### Театр
1994 Ісус Христос — суперзірка, Прага, театр Спіраля: Марія Маґдалина;
1998 Русалка, Прага, театр Мілеіюм 1998: Русалка;
2000 Жанна д'Арк, Прага, театр Та Фантастіка: Жанна;
2002 Клеопатра, Прага, театрБродвей: Клеопатра;
2003 Лукреція Борджіа, Прага, Національний театр: Лукреція;
2006 Образ Доріана Ґрея, Прага, театр Та Фантастіка: Матір, Діва, Ящерка
2007 Product, Прага, театр Та Фантастіка: Jannie Jane;
2008 Дама з камеліями, Прага, театр Та Фантастіка: Марґеріт Ґотьє;
2009 Жанна д'Арк, Прага, театр Келих: Жанна;
2010-донині Ісус Христос — суперзірка, Прага, Музичний театр Карлін: Марія Маґдалина;
2011 Kapka medu pro Verunku, Прага, театр Гиберніа: Королева природних сил;
2012 Лукреція Борджіа, Прага, театр Гиберніа: Лукреція.

#### Фільм
1988 Бара Басікова, режисер Петр Зеленка;
1994 Хто є хто, режисер Петр Славік;
1996 Бара Б. Live, режисерка Гелена Тржештікова;
1999 Who is who, режисер Ян Покорни;
2006 13 кімната Бари Басікової, режисер Петр Славік.

## Книги
Розмови зі втечею (1990); автобіографія 19-річної людини;
Розмова (1999); книжкове інтерв'ю, співавтор Зденєк Смішек.

## Нагороди та номінації
- 1987 Золотий соловейко; 3 місце в категорії співачки;
- 1991 Чеський соловейко; 2 місце в категорії співачки;
- 1992 Річні чехословацькі музичні ціни за рік 1991; категорія Співачка року;
- 1998 Чеський соловейко; 3 місце в категорії співачки;
- 2015 Ангел; переможець в категорії співачки.

### Інше
1. 1 2  Чеська національна авторитетна база даних
2. ↑  The Fine Art Archive — 2003.
3. ↑  Český hudební slovník osob a institucí
4. ↑  The Fine Art Archive — 2003.
5. ↑  iDNES.cz — 2006.
6. ↑  iDNES.cz — 2006.
7. ↑  iDNES.cz — 2008.
8. ↑  Týden, Týden — Empresa Media, 2008. — ISSN 1210-9940
9. ↑  Deník — Vltava Labe Media, 2008.
10. ↑  Мілерова, Вероніка (25 вересня 2015). Jsem připravena si domu vzít malého uprchlíka. 5 плюс 2; номер 36 (4) 25 вересня 2015 року (чеською) . Процитовано 10 березня 2020.
11. ↑  Osudy hvězd: V době, kdy Bára Basiková začala zpívat, odmítla lukrativní nabídku od známého kapelníka!. Видавництво ТОВ "RF HOBBY" (чеська) . Процитовано 10 березня 2020.{{cite news}}:  Обслуговування CS1: Сторінки з параметром url-status, але без параметра archive-url (посилання)
12. ↑  Творчість. www.barabasikova.com (чеською) . Архів оригіналу за 19 квітня 2021. Процитовано 10 березня 2020. [Архівовано 2021-04-19 у Wayback Machine.]
13. ↑  Соло альбоми. Офіційні е-сторінки Барбари Басікової (чеською) . Архів оригіналу за 10 червня 2020. Процитовано 10 березня 2020.
14. ↑  Спільні альбоми. Офіційні е-сторінки Барбари Басікової (чеською) . Архів оригіналу за 20 грудня 2019. Процитовано 10 березня 2020.
15. ↑  Мюзиклові альбоми. Офіційні е-сторінки Барбари Басікової (чеською) . Архів оригіналу за 14 вересня 2019. Процитовано 10 березня 2020.
16. ↑  Альбоми зі своїми капелями. Офіційні е-сторінки Барбари Басікової (чеською) . Архів оригіналу за 10 червня 2020. Процитовано 10 березня 2020.
17. ↑  Театральні та фільмові проєкти. Офіційні е-сторінки Барбари Басікової (чеською) . Архів оригіналу за 10 червня 2020. Процитовано 10 березня 2020.